# Empalme eléctrico
Un empalme o enlace de cableado eléctrico es la unión de dos o más cables de una instalación eléctrica o dentro de un aparato o equipo electrónico. 
Aunque por rapidez y seguridad hoy en día es más normal unir cables mediante clemas (fichas de empalme) y similares, los electricistas realizan empalmes. 
La realización de empalmes es un tema importante en la formación de los electricistas (y electrónicos) ya que un empalme inadecuado o mal realizado puede hacer mal contacto y hacer fallar la instalación. Si la corriente es alta y el empalme está flojo se calentará. El chisporroteo o el calor producido por un mal empalme es una causa común a muchos incendios en edificios. Antes de trabajar en la instalación eléctrica de un edificio o de un equipo eléctrico/electrónico se debe tener la formación técnica necesaria.
Las normativas de muchos países prohíben por seguridad el uso de empalmes en algunas situaciones. Es común la prohibición de realizar empalmes donde se puedan acumular gases inflamables.
Debe consultarse la normativa de cada país en caso de duda.
En España, por ejemplo, el reglamento electrotécnico de baja tensión prohíbe el uso de empalmes, tanto en el recorrido de los cables como en las cajas de empalme donde deben usarse regletas de conexión (y similares) adecuadas a la normativa UNE. Los empalmes solo deben usarse de manera provisional o en emergencias. 
Cuando hay que unir cables coaxiales (datos, vídeo, antena, etc) es preferible emplear conectores en lugar de empalmes pues un empalme inapropiado puede modificar la impedancia del cable y alterar la señal.
Una vez realizados los empalmes eléctricos se pueden soldar para conseguir un mejor contacto. Si existe el riesgo de cortocircuito con otros empalmes o cables se deben aislar mediante algún tipo de cinta aislante. Asimismo, para protegerlo del agua, la lluvia o los ambientes húmedos puede usarse cinta vulcanizada.

## Tipos de empalmes

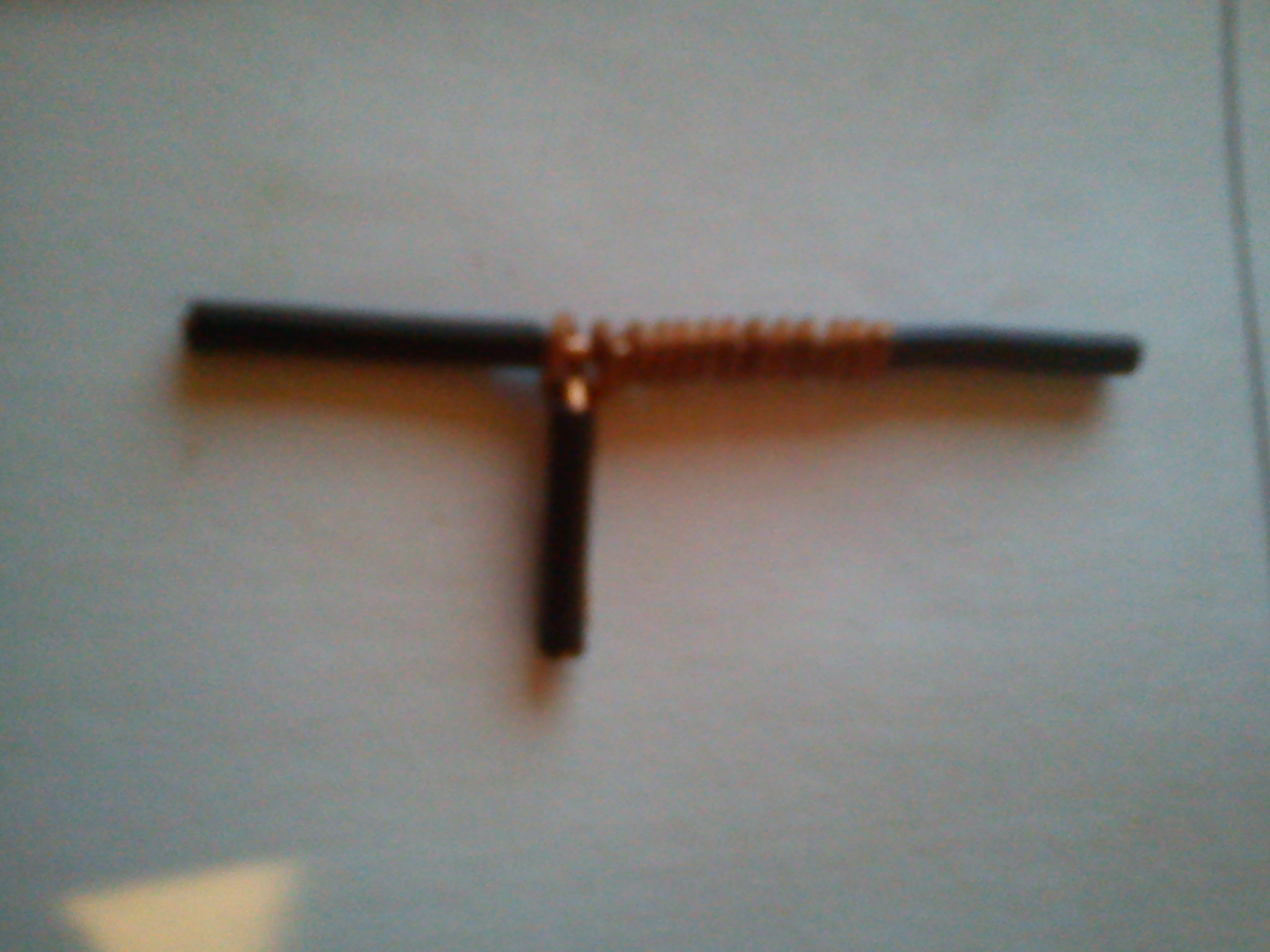
Empalme Alambre: Derivación

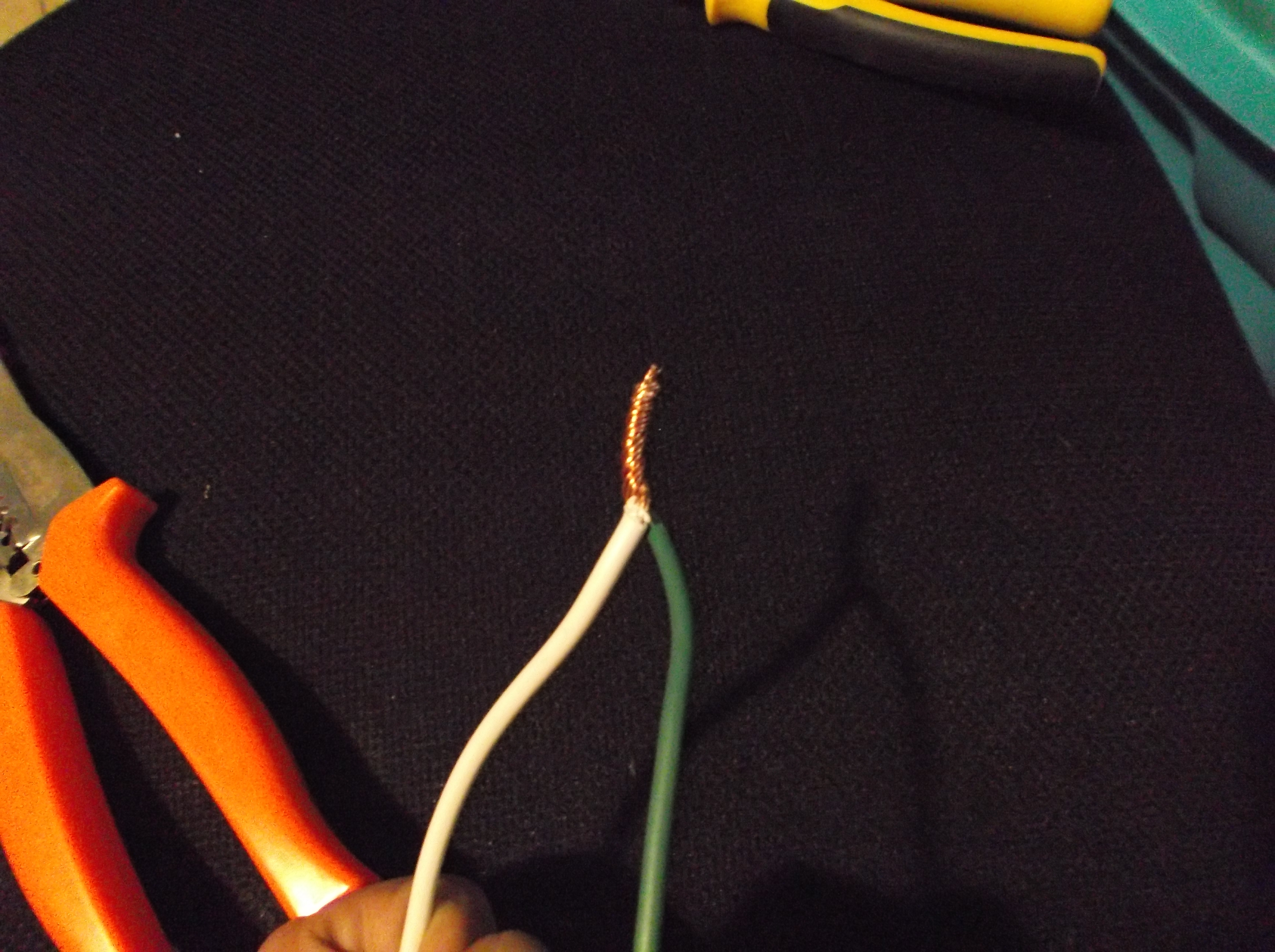
Empalme Cable: Cola de ratón

Existen diversos tipos de empalmes eléctricos para cada necesidad.
- Trenzado: (o de cola de ratón) es el más sencillo se emplea en las cajas de empalme, en el montaje de circuitos eléctricos, etc cuando los cables no están sujetos a movimientos ni tirones.
- De prolongación: usado para prolongar un cable o reparar cables cortados. Especialmente en instalaciones aéreas como líneas de teléfono o tendidos eléctricos.
- De derivación: (o de unión) sirve para derivar uno o 2 cables de una línea principal. Puede ser simple o doble.
- De nudo: al igual que el de derivación, sirve para derivar cables de una lineal principal con la diferencia de que, gracias a la técnica utilizada, se obtiene una mayor seguridad.

## Como realizar un empalme
- 1. Se pela el aislante en la zona del cable principal dónde debamos hacer la derivación.
- 2. Se pela un trozo generoso de la punta del otro cable.
- 3. El segundo cable se enrolla fuertemente sobre el primero.